# Lockington
Lockington és una població dels Estats Units a l'estat d'Ohio. Segons el cens del 2000 tenia 208 habitants.

## Història
Al voltant del 1830, es va construir un molí fariner a Loramie Creek, prop d'on hi ha actualment el poble, i anteriorment hi havia hagut una serradora construïda a la mateixa riera, que posteriorment va ser abandonada. El 1837, John Brown era propietari d'aquests dos molins i va construir un nou molí de llana. Una petita comunitat va començar a créixer al voltant d'aquests i altres molins construïts al llarg de Loramie Creek més tard, i quan es van construir el canal de Miami i Erie, una sèrie de 5 rescloses que van aixecar l'aigua 18 metres (59 ft) sobre la riera en un aqüeducte. A causa de la seva ubicació a prop de les rescloses, la comunitat originalment es deia Locksport. Com a cruïlla entre el canal principal i els subsidiaris procedents de Port Jefferson i Sidney, la comunitat va continuar creixent.
L'any 1837, David Mellinger va contractar Jonathan Counts per estudiar i planejar una nova comunitat a la seva terra. La comunitat de Lockington va ser aprovada per a la incorporació pels comissaris del comtat de Shelby el 9 de setembre de 1857 i registrada pel secretari d'estat d'Ohio el 4 de gener de 1858. Les primeres eleccions van tenir lloc l'1 d'abril de 1858, amb W. S. Burns escollit alcalde. L'oficina de correus de Lockington es va establir el 28 de juny de 1847. Al voltant de 1845, William Stephens va construir una nova serradora a Lockington, i un nou molí es va construir al mateix lloc el 1860 amb millores per a moldre el gra. El molí va canviar de propietari, però va romandre en funcionament fins que es va cremar cap al 1900. Cap al 1905, D. K. Gillespie va construir un aspirador de gra al poble, que va ser millorat pel seu nou propietari, C. N. Adlard, el 1912, convertint-lo en un dels més grans de l'estat en quan a capacitat d'emmagatzematge. A partir de 1913, també hi havia dues botigues generals, una botiga de màquines, una gelateria de temporada i la botiga núm. 68 dels Knights of the Maccabees. L'oficina de correus va romandre en funcionament fins al 30 d'agost de 1914, servei de correu que ara es gestiona a través de la delegació de Piqua. Els panys originals ara formen part de l'àrea històrica de Lockington Locks.
El 2019, el Consell Assessor de Registres Històrics d'Ohio va atorgar a Lockington una subvenció per ajudar a inventariar, organitzar i millorar l'accés als documents històrics del poble.

## Demografia
Segons el cens del 2000, Lockington tenia 208 habitants, 74 habitatges, i 60 famílies. La densitat de població era de 1.003,9 habitants per km².
Dels 74 habitatges en un 39,2% hi vivien nens de menys de 18 anys, en un 64,9% hi vivien parelles casades, en un 12,2% dones solteres, i en un 17,6% no eren unitats familiars. En el 16,2% dels habitatges hi vivien persones soles el 5,4% de les quals corresponia a persones de 65 anys o més que vivien soles. El nombre mitjà de persones vivint en cada habitatge era de 2,81 i el nombre mitjà de persones que vivien en cada família era de 3,11.
Per edats la població es repartia de la següent manera: un 26,9% tenia menys de 18 anys, un 12% entre 18 i 24, un 27,4% entre 25 i 44, un 24% de 45 a 60 i un 9,6% 65 anys o més.
L'edat mediana era de 36 anys. Per cada 100 dones de 18 o més anys hi havia 102,7 homes.
La renda mediana per habitatge era de 37.500 $ i la renda mediana per família de 39.500 $. Els homes tenien una renda mediana de 25.694 $ mentre que les dones 21.000 $. La renda per capita de la població era de 15.374 $. Aproximadament el 9,4% de les famílies i el 7,5% de la població estaven per davall del llindar de pobresa.

## Poblacions més properes
El següent diagrama mostra les poblacions més properes.